# Buzuluk (přítok Samary)
Buzuluk (rusky Бузулук) je řeka v jihozápadní části Orenburské oblasti v Rusku. Je dlouhá 248 km. Plocha povodí měří 4460 km².

## Průběh toku
Pramení na severních svazích Obščeho Syrtu. Ústí zleva do Samary (povodí Volhy).

## Vodní režim
Průměrný průtok vody poblíž ústí činí 7,7 m³/s.

## Využití
U ústí leží město Buzuluk.